# Stolp ljubezni
Stolp ljubezni je 25,9 metrov visok razgledni stolp, postavljen na Velikem Špičku na Žusmu blizu Loke pri Žusmu. Zgrajen je bil leta 2015. S stolpa se razprostira širok razgled, pogled seže vse do Avstrije, Hrvaške in Madžarske, ob lepem vremenu je moč uzreti tudi Triglav. Do stolpa je speljanih več planinskih poti. Stolp obišče okoli 12.000 turistov letno.

## Zgodovina projekta
Ideja za postavitev stolpa je tlela že leta. Sprva mišljen železni stolp (ki v Občini Šentjur že stoji), je kmalu zamenjala ideja po lesenem. Na podlagi ogleda podobnega stolpa Planinskega društva Vrhnika so na Žusmu postavili maketo v merilo 1:20 in sicer le z enim podestom. Aprila 2014 je PD Žusem na mestu, kjer je bil stolp predviden položila temeljni kamen, gradnja pa se je začela avgusta istega leta. Stolp ljubezni so slovesno odprli 26. aprila 2015.

## Ime
Stolp je posvečen ljubezni z razlogom, saj v vasi Žusem stoji cerkev Sv. Valentina, zavetnika zaljubljencev. 

## Tehnični podatki
- Višina: 25,9 m
- Število stopnic: 116
- Število podestov: 22
- Razgledne ploščadi: 2
- Nadmorska višina: 669 m

### Material:
- 45 m3 macesnovega lesa
- 33 m3 betona
- 1500 kg nerjaveče kovine